# Alvord-sivatag
Az Alvord-sivatag lefolyástalan medence Oregon államban (Amerikai Egyesült Államok, Harney megye).
Az Alvord-sivatag 19 × 11 km területű száraz tómeder, esős évszakban max. 18 cm mély vizet tartalmaz, mely a párolgás miatt néhány hét után eltűnik. A száraz évszakokban a sivatag alkalmas kisebb repülőgépek fogadására, és gyorsasági kísérletekhez. Tengerszint feletti magassága 1200 méter.
A sivatag a nevét Benjamin Alvord tábornokról kapta, aki a polgárháborúban szolgált a hadseregben.

## Klíma
| (az átlaghőmérsékletet alapul véve) | min, °C | max, °C |
| Téli hőmérséklet:                   | -10     | +8      |
| Tavaszi hőmérséklet:                | -1      | +21     |
| Nyári hőmérséklet:                  | +10     | +32     |
| Őszi hőmérséklet:                   | -2      | +25     |
| forrás:                             |         |         |

A szezonálisan kialakuló tó enyhén lúgos, és ilyenkor Alvord-tónak (Lake Alvord) hívják.

## Állatvilág
Vadlovak járnak inni a tóhoz, amikor van víz tavasszal. A kis póling költöző madár. Amikor van víz és mocsár, akkor előfordul az Alvord-tónál az ékfarkú lile, széki lile társaságában. A közeli hegyekből kanadai vadjuh, vapiti és villásszarvú antilop látogatja az időszakos tavat.

## Képek

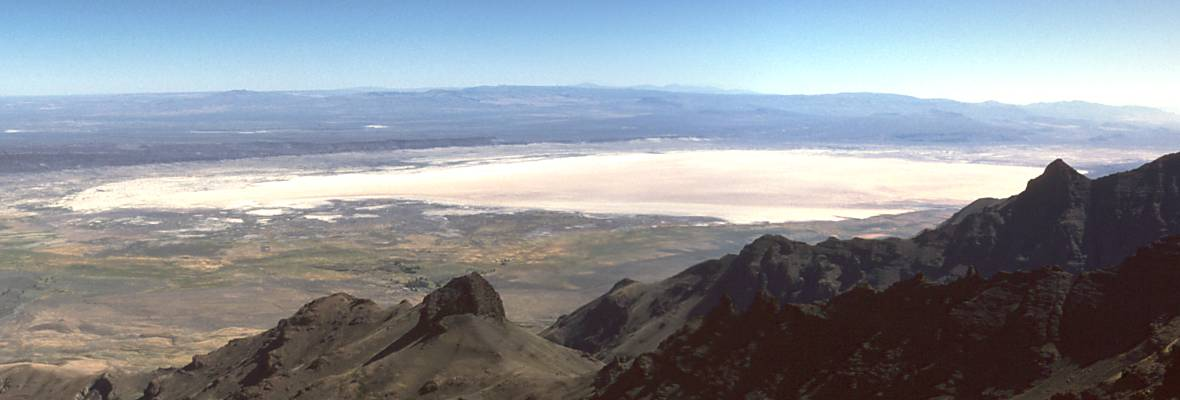
Alvord-sivatag
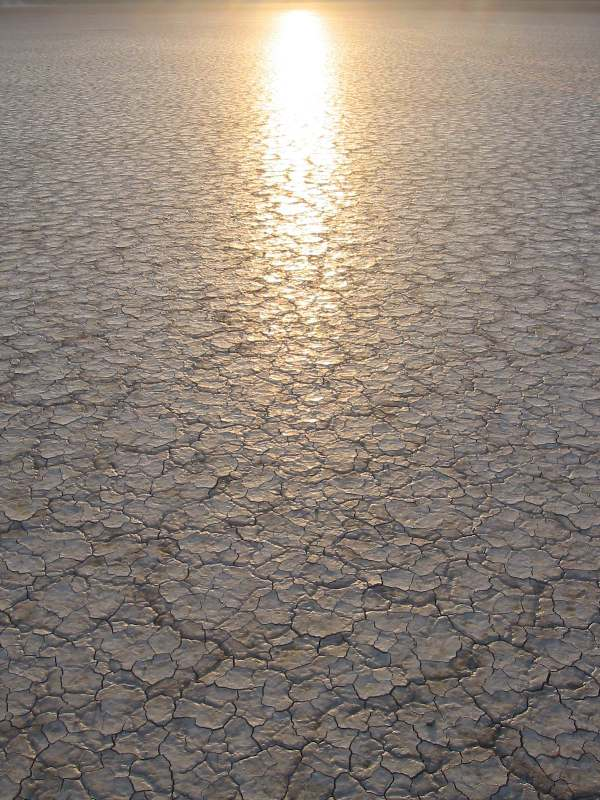
Alvord-sivatag
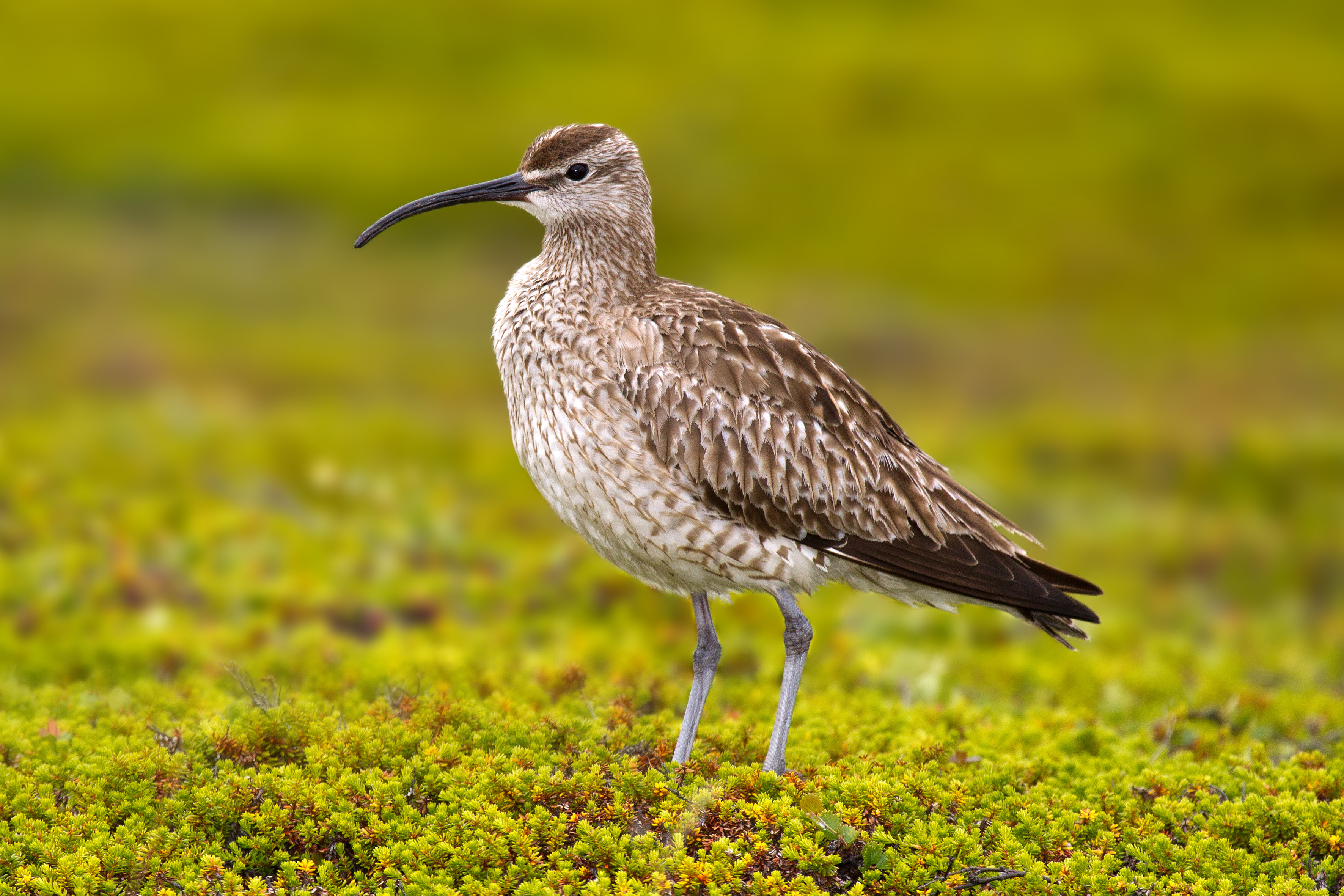
Kis póling